# Caudicicola
Caudicicola is een monotypisch geslacht van schimmels behorend tot de familie Steccherinaceae. Het bevat alleen Caudicicola gracilis. Deze soort komt voor in Finland, waar hij groeit op de onderkant van stronken en wortels van fijnspar en grove den. Het vruchtlichaam is kwetsbaar en witachtig tot lichtgeel en kan tot 2,5 mm dik worden. Het heeft een monomitisch hyfensysteem.